# ウージェーヌ・ラヴィエイユ
ウージェーヌ・ラヴィエイユ（Eugène Antoine Samuel Lavieille、1820年11月29日 - 1889年1月8日）はフランスの画家である。

## 略歴
パリで生まれた。父親はタペストリーの製造の仕事をしており、兄のジャック・アドリアン・ラヴィエイユ(Jacques Adrien Lavieille:1818–1862) は木版画の版画家として有名になった。はじめ、装飾画家の仕事をしたが、1841年にジャン＝バティスト・カミーユ・コローの弟子となった。
1847年頃はオワーズ川沿いの街、リスル＝アダンの風景を描く画家たちのなかに入り、1852年にバルビゾンに移り、4年間滞在した。1856年からはオー＝ド＝セーヌ県のヴィル＝ダヴレーに住み、ラ・フェルテ＝ミロンやその周辺の風景を描いた。その後もフランスの各地に移って風景画を描いた。
バルビゾン派の画家、ミレー、テオドール・ルソー、トロワイヨン、ディアズ、デュプレ、ドービニーや、フェリックス・ジアン、アントワーヌ・シャントルイユらと親しく交流した。
1844年からサロン・ド・パリに出展を始め、多くの街で展覧会を開き多くの作品が美術館に買い上げられた。1878年にレジオンドヌール勲章（シュヴァリエ）を受勲した。
息子のアドリアン・ラヴィエイユ(Adrien Lavieille:1848-1920)、孫のマリー・ラヴィエイユ(Marie Ernestine Lavieille:1852-1937)、アンドレ・ラヴィエイユ(Andrée Lavieille:1887-1960)も画家になった。
弟子にはエドモン＝アドルフ・ルドー(1840-1908)やウジェーヌ・ベルテロン(1829-1916)、フリードリヒ・アルベルト・シュミット(1846-1916)らがいる。

## 作品

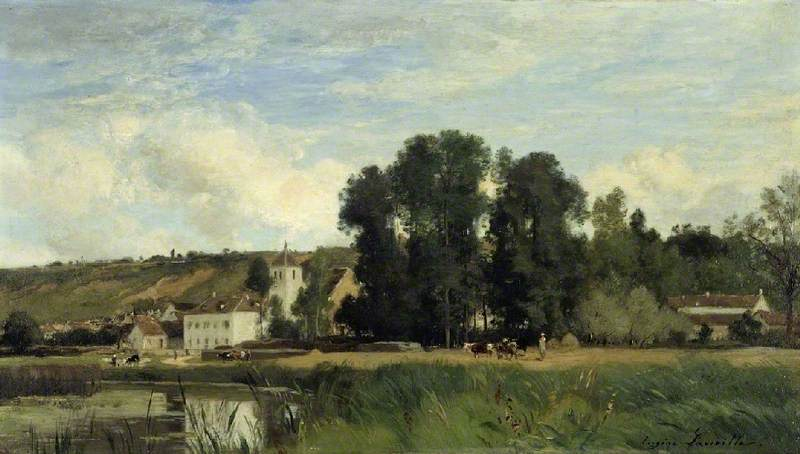
レヴィのセーヌ河畔 (1884)
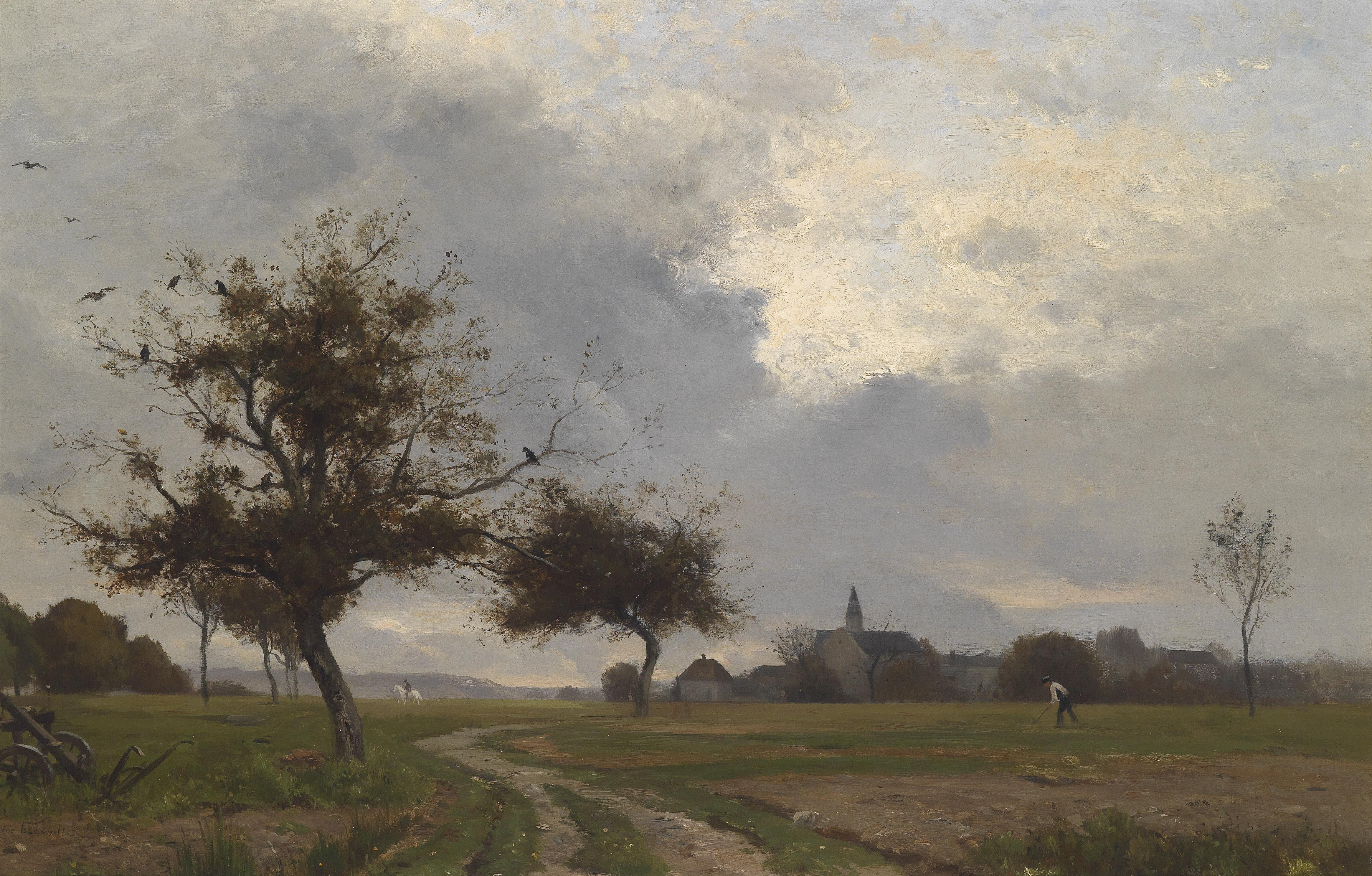
野原
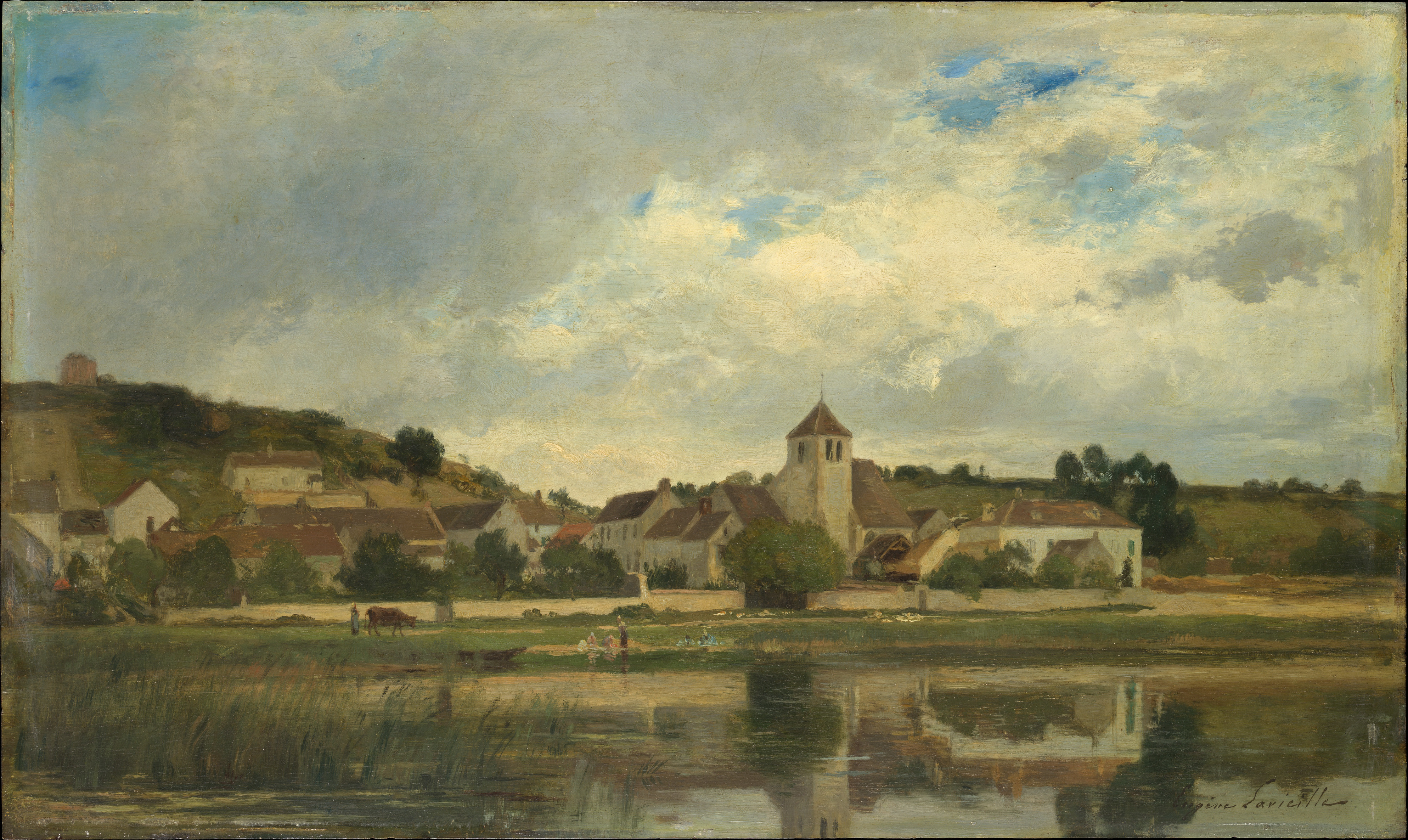